# إيرل إس. وارنر
إيرل إس. وارنر (بالإنجليزية: Earle S. Warner)‏ هو محامي وقاضي وسياسي أمريكي، ولد في 12 أغسطس 1880، وتوفي في ديسمبر 1971. حزبياً، نشط في الحزب الجمهوري. وقد انتخب عضو مجلس ولاية نيويورك.